# 布兹蒙
布兹蒙（法語：Bouzemont，法語發音：[buzmɔ̃] ⓘ）是法国大东部大区孚日省的一个市镇，属于埃皮纳勒区。

## 地理
布兹蒙（48°14'56"N, 6°14'7"E）面积4.97 平方千米，位于法国大東部大區孚日省，该省份为法国东北部内陆省份，北起默兹省和默尔特-摩泽尔省，西接上马恩省，南至上索恩省和贝尔福地区省，东临上莱茵省和下莱茵省。
与布兹蒙接壤的市镇（或旧市镇、城区）包括：马多讷和拉姆雷、拉塞库尔、巴兹涅、代尔巴蒙、栋派尔。

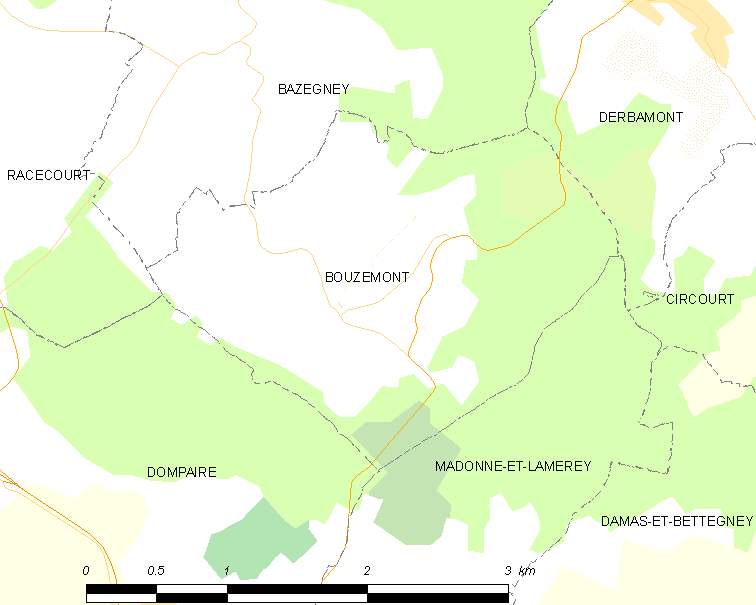
布兹蒙的OSM定位图

布兹蒙的时区为UTC+01:00、UTC+02:00（夏令时）。

## 行政
布兹蒙的邮政编码为88270，INSEE市镇编码为88071。

## 政治
布兹蒙所属的省级选区为达尔内县。

## 人口

1962-2008年间布兹蒙人口变化图示

布兹蒙于2022年1月1日时的人口数量为47人。